# Fedor Spangenberg
Julius Fedor Papinga Georg Spangenberg (* 16. Februar 1816 in Güstrow; † 2. Februar 1888 in Rostock) war ein deutscher Jurist und Instanzrichter.

## Leben
Fedor Spangenberg wurde als Sohn des Juristen Dr. Johann Friedrich Spangenberg (* 1. Juli 1784 in Güstrow) und dessen Frau Maria, geb. Lembcke (* 1. Februar 1792 in Schwerin), geboren. Er besuchte die Domschule seiner Vaterstadt, bestand Ostern 1835 das Abitur und studierte ab 1835 Rechtswissenschaften an den Universitäten Göttingen und Heidelberg. An beiden Universitäten ist er als Mitglied des jeweiligen Corps Vandalia nachgewiesen. Spangenberg promovierte zum Dr. jur. Als Advokat war er 1848 Mitglied der Mecklenburgischen Abgeordnetenversammlung im Wahlkreis Mecklenburg-Schwerin 51 (Güstrow) und wirkte innerhalb des Parlaments als Schriftführer. Im Parlament gehörte er zunächst der Fraktion der Linken an, wechselte dann später zum linken Centrum.
Bereits 1867 lebte er mit seiner Familie in Rostock. Als Justizrat der Rostocker Justizkanzlei wechselte Spangenberg 1876 in die Schweriner Justizkanzlei und war von 1876 bis zu ihrer Aufhebung als Folge der Reichsjustizgesetze 1879 letzter Vizedirektor der Justizkanzlei Schwerin. Er wurde aber Neujahr 1878 von dort zur Unterstützung an das Oberappellationsgericht Rostock abgeordnet. Dort war er im Zuge der Umsetzung der Reichsjustizgesetze vom 1. Oktober 1879 bis zu seinem Tode Oberlandesgerichtsrat am Oberlandesgericht Rostock.
Fedor Spangenberg war mit der Juristentochter Emma (Dorothea Johanna Friederica), geb. Diederichs (Taufe am 10. November 1820 in Güstrow) verheiratet. Ihre Eltern waren der promovierte Justizkanzleiadvokat Franz (Gottlieb Johann) Diederichs (1791–1865) in Güstrow und dessen Ehefrau Henriette Carolina Sophia, geb. von Müller (1802–1882).
Das Ehepaar Spangenberg hatte sieben Kinder, darunter den Kunstmaler Professor Paul Spangenberg (1843–1918).